# Гідра (родовище)
Гідра – газоконденсатне родовище у Західній пустелі Єгипта, в басейні Шушан-Матрух.
Родовище відкрили у 2007 році унаслідок спорудження розвідувальної свердловини Hydra-1X, яка показала на тестуванні приплив із горизонту Нижня Сафа середньоюрської формації Хататба у розмірі 1,19 млн м3 газу та 1313 барелів конденсату на добу. В подальшому оціночна свердловина Hydra-5X видала на тестуванні із горизонту Верхня Сафа тієї ж Хататби добовий результат у 0,59 млн м3 газу та 3744 барелі конденсату. Також вуглеводні виявили у глибших відкладах палеозою, що стало першим прикладом такого типу у Західній пустелі та підштовхнуло до успішних пошуків палеозойських родовищ в басейнах Шушан та Фагур.
В межах перших двох фаз розробки продукція родовища спершу надходила до трифазного (газ/конденсат/вода) сепаратора, після чого газ та конденсат знову змішувались і подавались по перемичці до газопроводу, що прямує від маніфольду родовища Шамс на газопереробний завод Обайєд та проходить за 8 км від Гідри. Станом на 2014 рік добовий видобуток з Гідри становив 5 млн м3 газу та 8600 барелів конденсату із шести свердловин.
В подальшому падіння пластового тиску обумовило необхідність переходу до третьої фази розробки, реалізація якої розпочалась у другій половині 2010-х років. Нова фаза передбачала прокладання двох трубопроводів довжиною по 22 км та діаметром 300мм до маніфольду Шамс, а також встановлення на Гідрі компресорного обладнання.
Родовище виявили на концесійній території Хальда, інвестором якої на той момент виступала американська компанія Apache. За усталеним в Єгипті порядком, розробка відкритих за участі іноземних інвесторів родовищ провадиться через спеціально створені компанії-оператори, при цьому для Гідри такою компанією виступає Khalda Petroleum Company.